# Гажон
Гажон (на словенски: Gažon) е село в Словения, Обално-крашки регион, община Копер. Според Националната статистическа служба на Република Словения през 2002 г. селото има 467 жители.